# Kościół Świętej Trójcy w Miejscu Odrzańskim
Kościół Świętej Trójcy – rzymskokatolicki kościół filialny należący do parafii św. Jerzego w Sławikowie, w dekanacie Łany diecezji opolskiej.

## Historia
Jest to budowla wzniesiona w 1770 roku przez cieślę Henryka Henschla.

## Architektura

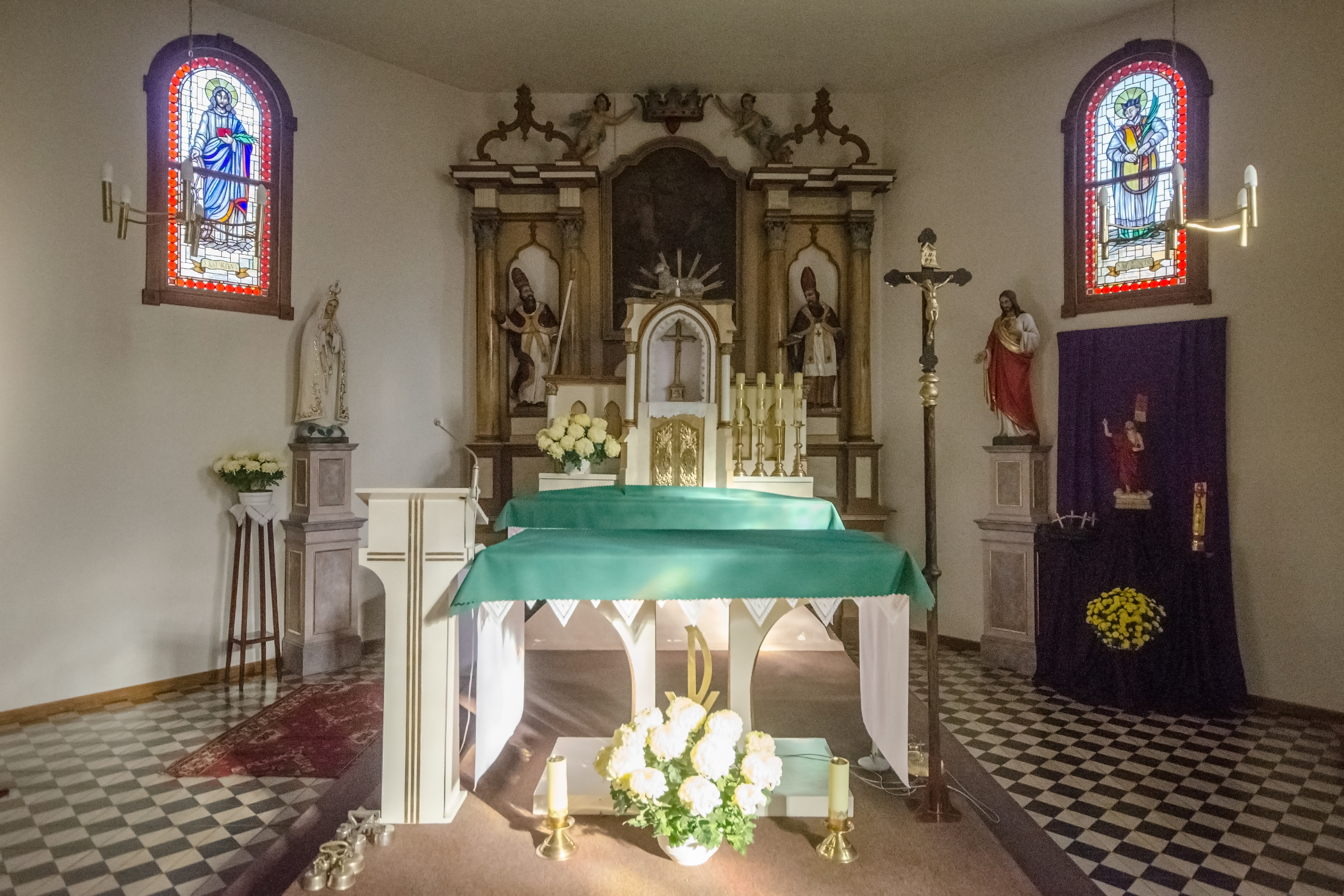
Ołtarz główny

Świątynia jest drewniana i posiada mieszaną konstrukcję – zrębową i słupową. Budowla jest orientowana, salowa, nie posiada wydzielonego prezbiterium z nawy i jest zamknięta dwubocznie. Z boku znajduje się duża zakrystia mieszcząca lożę kolatorską na piętrze. Z przodu nawy znajduje się kruchta mieszcząca nadbudówkę na dzwon i zewnętrzne schody. dzwon pochodzi z 1511 roku. Budowla nakryta jest blaszanym dachem jednokalenicowym, z sześcioboczną wieżyczką na sygnaturkę w środkowej części. Jest ona zwieńczona cebulastym blaszanym dachem hełmowym z latarnią. Dookoła nawy znajduje się blaszany okap przypominający soboty. Wnętrze nakryte jest strop płaskim z dekoracją kasetonową. Chór muzyczny jest podparty dwoma słupami z prospektem organowym i parapetem z prostą linią parapetu. Ołtarz główny i dwa ołtarze boczne reprezentują styl barokowo–rokokowy   i pochodzą z około 1770 roku. Ambona pochodzi z około połowy XIX wieku.